# Anna Łubieńska
Anna Łubieńska herbu Pomian (ur. 21 stycznia 1887 w Kiączynie, zm. 12 lutego 1960 w Zielonej Górze), córka Joanny z Chełkowskich i Wojciecha Łubieńskich, siostra Bogusława, prawnuczka Konstancji. Działaczka społeczna i oświatowa. Uczestniczyła w przygotowaniach plebiscytu na Warmii i Mazurach w 1920 i na Górnym Śląsku. Była też założycielką i prezesem Koła Włościanek w Kaźmierzu.
Była delegatką na Polski Sejm Dzielnicowy w Poznaniu w 1918 roku.